# Polenta e crauti
 (avril 2024).
Si vous disposez d'ouvrages ou d'articles de référence ou si vous connaissez des sites web de qualité traitant du thème abordé ici, merci de compléter l'article en donnant les références utiles à sa vérifiabilité et en les liant à la section « Notes et références ».
La polenta crauti est un plat typique du nord de l'Italie, composé de choucroute (crauti) et de polente (polenta).

## Origines
L'association de ces deux plats en un reflète l'histoire du Tyrol (plus de 750 000 habitants) colonisé par les Austro-Hongrois (provenance de la choucroute) puis par les Italiens (provenance de la polente). Le sol du nord de l'Italie est riche en porphyre ce qui permet une bonne récolte de choux qui deviendra la choucroute. D'autre part, la polente est un plat typique italien qui remplace le pain.
Comme la région a été tantôt italienne, tantôt autrichienne, elle a conservé un mélange entre les cultures germanique et italienne.
L'allemand et l'italien étant encore parlés simultanément, cette double culture, notamment au niveau culinaire est préservée.
La polenta crauti est une variante de la polente, en italie.
Chaque région italienne possède sa propre polente (polenta e osei en Vénétie, polenta uncia au Lac de Côme,...) et l’adapte en fonction de ses origines.